# Gabriele Paleotti

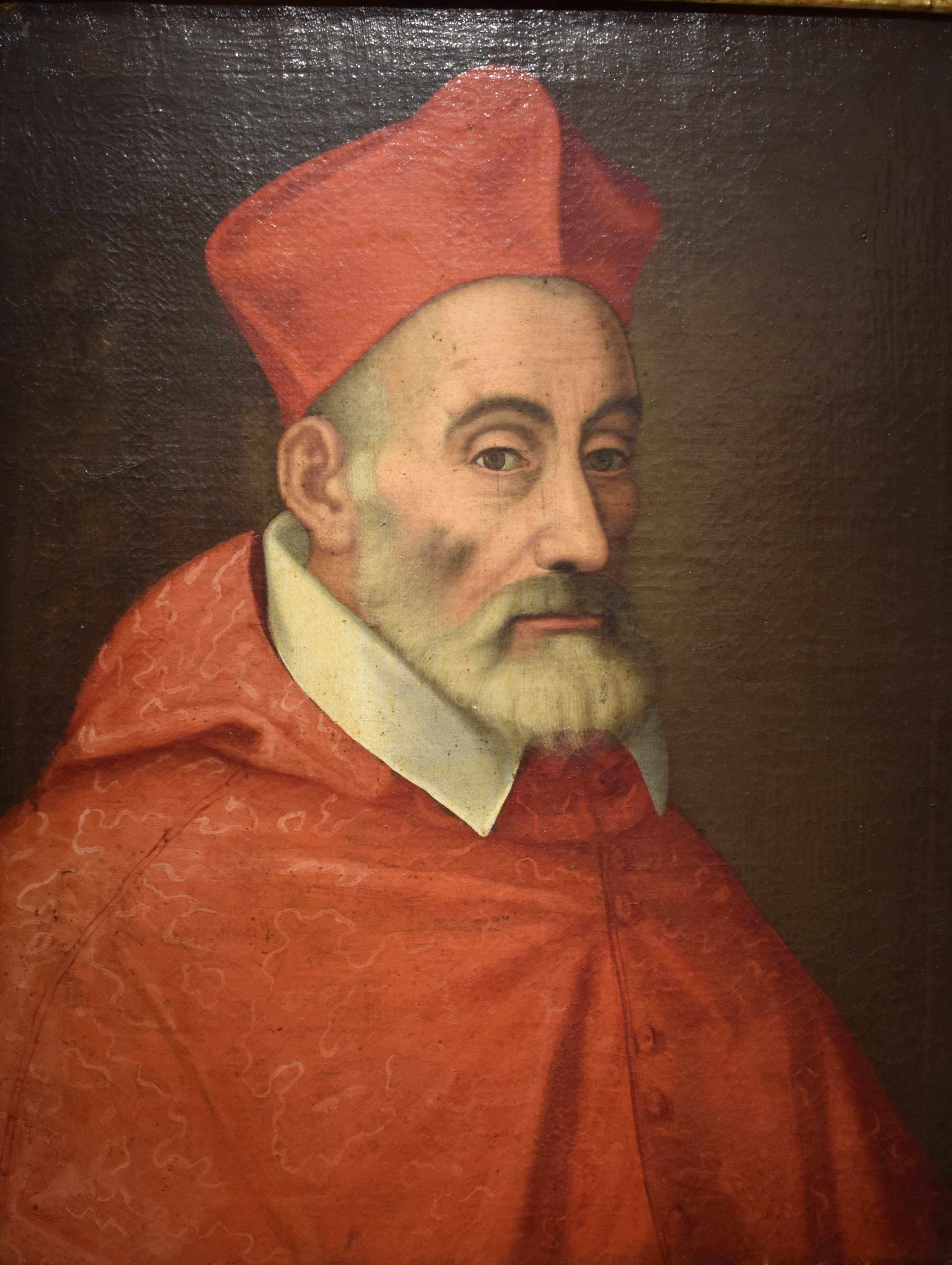
Kardinal Gabriele Paleotti, Porträt aus dem 16. Jahrhundert

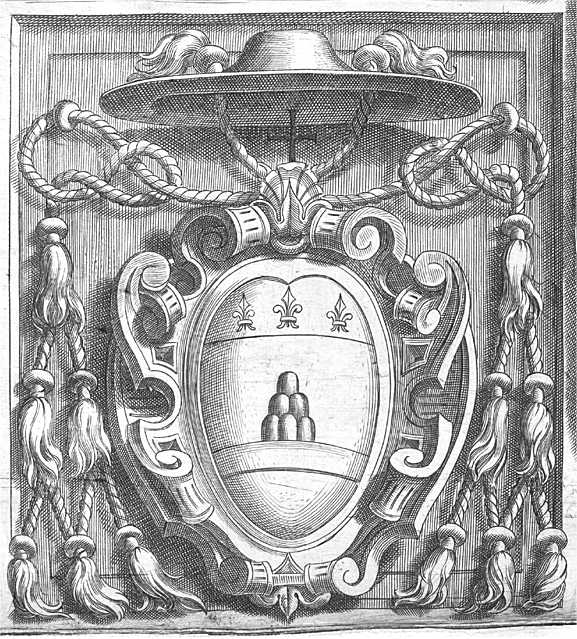
Paleottis Bischofswappen

Gabriele Paleotti (* 4. Oktober 1522 in Bologna; † 23. Juli 1597 in Rom) war ein italienischer Bischof und Kardinal der Römischen Kirche. Von 1566 bis zu seinem Tod war er Bischof bzw. Erzbischof von Bologna.

## Leben
Gabriele Paleotti wurde als zweites von fünf Kindern geboren und am 12. Oktober 1522 in der Kathedrale von Bologna getauft. 1546 erhielt er den Doktortitel im Zivil- und Kirchenrecht (Dr. iur. utr.).
Nach einer Tätigkeit als Professor für Zivilrecht wurde er 1552 Anwalt an der Kammer des Senats von Bologna. 1556 ging er nach Rom und war zunächst an der römischen Kurie als Auditor tätig. Seit 1562 war er Konsultor beim Trienter Konzil, wo er als solcher 1563 eine ausgewogene Reformvorlage ausarbeitete. Im Januar 1566 wurde er zum Bischof von Bologna ernannt und empfing kurz darauf erst die Priester- und dann die Bischofsweihe durch Karl Borromäus. Später – nach Erhebung Bolognas zur Erzdiözese – wurde Kardinal Paleotti 1582 deren erster Erzbischof.
Paleotti erhielt am 12. März 1565 von Papst Pius IV. den Kardinalshut und wurde im Mai zum Kardinaldiakon von Santi Nereo ed Achilleo, im September 1565 von Santi Giovanni e Paolo erhoben. 1566 wurde er ebenda Kardinalpriester, 1572 wechselte er zur Titelkirche Santi Silvestro e Martino ai Monti, 1587 nach San Lorenzo in Lucina. 1589 ernannte ihn der Papst zum Kardinalbischof von Albano und 1591 von Sabina. Im zweiten Konklave des Jahres 1590 galt er als Kandidat für den Papstthron und wurde von Kardinal Scipione Gonzaga unterstützt.
Sein Discorso intorno alle immagini sacre e profane (1582) war richtungsweisend für die bildende Kunst der Gegenreformation.